# Bayi Speed Skating Oval
De ijsbaan van Shenyang is het Bayi Speed Skating Oval. (八一速滑馆) De baan werd gebouwd in 1999. De ijsbaan is (nog) niet gebruikt voor grote mondiale wedstrijden, maar wordt wel gebruikt voor Chinese sprint- en allround kampioenschappen. Verder zijn de Aziatische kampioenschappen schaatsen 2008 er gehouden.

## Grote wedstrijden
Continentale kampioenschappen
- 2008 - Aziatische kampioenschappen

Nationale kampioenschappen
- 2005 - Chinese kampioenschappen afstanden
- 2007 - Chinese kampioenschappen afstanden
- 2010 - Chinese kampioenschappen allround
- 2010 - Chinese kampioenschappen sprint

## Baanrecords
| Afstand         | Schaatsster  | Land | Tijd    | Datum      |
| --------------- | ------------ | ---- | ------- | ---------- |
| 500m            | Yu Jing      | CHN  | 38,29   | 01-01-2009 |
| 1000m           | Yu Jing      | CHN  | 1.18,00 | 01-01-2009 |
| 1500m           | Wang Fei     | CHN  | 2.00,80 | 04-01-2009 |
| 3000m           | Eriko Ishino | JPN  | 4.13,26 | 29-12-2007 |
| 5000m           | Eriko Ishino | JPN  | 7.17,44 | 29-12-2007 |
| 10.000m         |              |      |         |            |
| Sprint vierkamp | Yu Jing      | CHN  | 155,565 | 2-01-2009  |
| Mini vierkamp   | Fu Chunyan   | CHN  | 170,234 | 22-12-2007 |
| Kleine vierkamp | Wang Fei     | CHN  | 168,344 | 4-01-2009  |

| Afstand         | Schaatser     | Land | Tijd     | Datum      |
| --------------- | ------------- | ---- | -------- | ---------- |
| 500m            | Zhang Zhongqi | CHN  | 35,48    | 29-12-2007 |
| 1000m           | Mun Joon      | KOR  | 1.10,52  | 29-12-2007 |
| 1500m           | Lee Jong-woo  | KOR  | 1.49,79  | 29-12-2007 |
| 3000m           | Guo Zhiwen    | CHN  | 3.59,66  | 21-12-2007 |
| 5000m           | Hiroki Hirako | JPN  | 6.40,02  | 29-12-2007 |
| 10.000m         | Hiroki Hirako | JPN  | 13.47,59 | 29-12-2007 |
| Sprint vierkamp | Yu Fengtong   | CHN  | 143,880  | 2-01-2009  |
| Mini vierkamp   | Longjiang Sun | CHN  | 159,064  | 15-12-2007 |
| Kleine vierkamp | Song Xingyu   | CHN  | 158,558  | 22-12-2007 |
| Grote vierkamp  | Hiroki Hirako | JPN  | 156,694  | 30-12-2007 |